# Beejoliya Kalan
Beejoliya Kalan là một thị trấn thống kê (census town) của quận Bhilwara thuộc bang Rajasthan, Ấn Độ.

## Nhân khẩu
Theo điều tra dân số năm 2001 của Ấn Độ, Beejoliya Kalan có dân số 12.384 người. Phái nam chiếm 52% tổng số dân và phái nữ chiếm 48%. Beejoliya Kalan có tỷ lệ 64% biết đọc biết viết, cao hơn tỷ lệ trung bình toàn quốc là 59,5%: tỷ lệ cho phái nam là 73%, và tỷ lệ cho phái nữ là 54%. Tại Beejoliya Kalan, 15% dân số nhỏ hơn 6 tuổi.